# Aleksander Mihajlovič Bastrikov
Aleksander Mihajlovič Bastrikov (rusko Александр Михайлович Бастриков), sovjetski letalski častnik, vojaški pilot in letalski as, * 1917, † 24. november 1943. 
Bastrikov je v svoji vojaški karieri dosegel 24 samostojnih in 4 skupne zračnih zmag.

## Življenjepis
Končal je Kačinsko vojnoletalsko šolo, nato pa je postal član 15. lovskega letalskega polka.
S letali tipa Jak-1, Jak-7 in Jak-9 je opravil 100 bojnih poletov in sodeloval v 40 bojih.

## Odlikovanja
- Red Aleksandra Nevskega